# Megumi Morino
Megumi Morino (japanisch 森野 萌 Morino Megumi) ist eine japanische Mangaka und Illustratorin.

## Werdegang und Werk
Als Morinos erster kommerziell veröffentlichter Manga erschien 2013 und 2014 My Fair Neighbor im Magazin Dessert. Es folgte ab 2015 die Serie Guten Morgen, Dornröschen!, die ab 2017 als erstes ihrer Werke auch auf Deutsch erschien. Der Verlag Egmont Manga brachte dann auch ihre ab 2018 nachfolgende Serie, Ein Gefühl namens Liebe auf Deutsch heraus. 2024 wurde die Serie als Anime-Fernsehserie adaptiert. Sie ist zudem in Japan kommerziell erfolgreich, so wurde der zweite Band über 40.000 Mal verkauft, und wurde 2021 mit dem Kōdansha-Manga-Preis ausgezeichnet. Neben ihren Manga-Arbeiten trug Morino die Illustrationen zur Light Novel Lion-chan to Chihuahua-kun. von 2016 bei.
Morinos Werke erscheinen in Shōjo-Magazinen für jugendliche Mädchen und sind romantische Dramen oder Komödien. Sie arbeitet üblicherweise ab Mittag und bis in den Abend. Sie benutzt zum Skizzieren Kopierpapier und Bleistift und tuscht danach mit schwarzer Tusche und Maru-pen auf Manuskriptpapier. Das Ergebnis wird eingescannt und digital nachbearbeitet und mit Rastern versehen. Bei ihrer Arbeit mag sie das Rastern am meisten, da es der letzte Arbeitsschritt ist, mit dem eine Seite fertiggestellt wird. Sie wird von Assistenten unterstützt, die die Hintergründe zeichnen und beim Setzen der Raster helfen. Einer ihrer Lieblingsmanga ist Under the Rose von Akari Funato, der sie auch in ihrer Arbeit stark beeinflusst hat.

## Bibliografie (Auswahl)
- My Fair Neighbor (2013–2014, 1 Band)
- Guten Morgen, Dornröschen! (おはよう、いばら姫 Ohayō, Ibarahime, 2015–2017, 6 Bände)
- Lion-chan to Chihuahua-kun. (ライオンちゃんとチワワくん。, 2016, 1 Band, Illustrationen)
- Ein Gefühl namens Liebe (花野井くんと恋の病 Hananoi-kun to Koi no Yamai, seit 2018, 16 Bände)